# Erophylla
Erophylla ist eine Gattung von Fledermäusen aus der Familie der Blattnasen (Phyllostomidae), welche auf den Großen Antillen beheimatet ist.
Der Gattungsname leitet sich von „Eros“, dem griechischen Gott der Liebe, und „Phyllon“, griechisch für „Blatt“, ab. Man geht davon aus, dass dieser Name gewählt wurde, weil das Nasenblatt der beiden Arten wie ein Liebespfeil von Eros aussehen soll.

## Beschreibung
Arten der Gattung Erophylla sind mittelgroße Fledermäuse mit einer Kopf-Rumpf-Länge von 65 bis 75 mm. Sie besitzen einen Schwanz und ein rudimentäres Nasenblatt. Das Fell ist je nach Art blass gelblich-braun (E. sezekorni) oder dunkelbraun (E. bombifrons), wobei der Bauch heller ist als der Rest des Fells. Die Schnauze ist ähnlich wie bei Glossophaga und Phyllonycteris verlängert. Die ist auch das wichtigste Unterscheidungsmerkmal gegenüber Arten der Gattung Phyllonycteris, die ebenfalls zur Unterfamilie der Antillen-Blütenfledermäuse zählen und mit denen beim Bestimmen Verwechslungsgefahr besteht. Das wichtigste Unterscheidungsmerkmal ist dabei das Vorhandensein eines Calcars bei Erophylla, welcher bei Phyllonycteris fehlt. Zudem ist das Nasenblatt bei Erophylla immer als kleiner Hautlappen sichtbar, während das von Phyllonycteris-Arten stark reduziert ist oder ganz fehlt.

## Lebensweise
Fledermäuse der Gattung Erophylla sind wie die meisten Fledermäuse nachtaktiv. Sie ernähren sich von Früchten, Nektar, Pollen und Insekten. Ihre Ernährungsweise macht diese Gattung zu einem wichtigen Samenverbreiter und Bestäuber vieler nachtblühender Pflanzen. Tagsüber hängen die Tiere meisten in Höhlen, wo sie Koloniegrößen von mehreren Tausend Individuen erreichen können.

## Arten
Es werden zwei Arten unterschieden, die auf Grund ihres getrennten Vorkommens nicht miteinander verwechselt werden können.
- Braunstirn-Blütenfledermaus (Erophylla bombifrons): In der Dominikanischen Republik, in Haiti und Puerto Rico.
- Gelbbraune Blütenfledermaus (Erophylla sezekorni): Auf den Bahamas, auf Kuba, Jamaika und den Kaimaninseln.

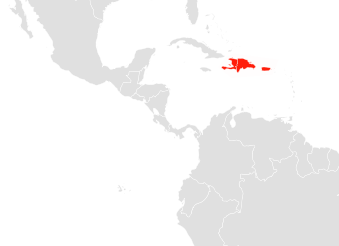
Verbreitungsgebiet von Erophylla bombifrons
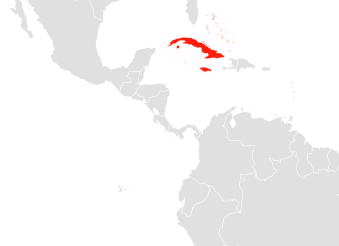
Verbreitungsgebiet von Erophylla sezekorni